# Lote
Lote – wieś w zachodniej Norwegii, w okręgu Sogn og Fjordane, w gminie Eid.
Wieś położona jest u na północnym wybrzeżu fiordu Nordfjord około 8 km na południowy wschód od miejscowości Nordfjordeid i około 13 km na północny zachód od wsi Sandane.
Lote połączone jest z miastem Nordfjordeid tunelem o długość 2857 m, stanowiącym część europejskiej trasy E39. Budowa tunelu została rozpoczęta w 1956 roku, zaś otwarcie nastąpiło w roku 1966.

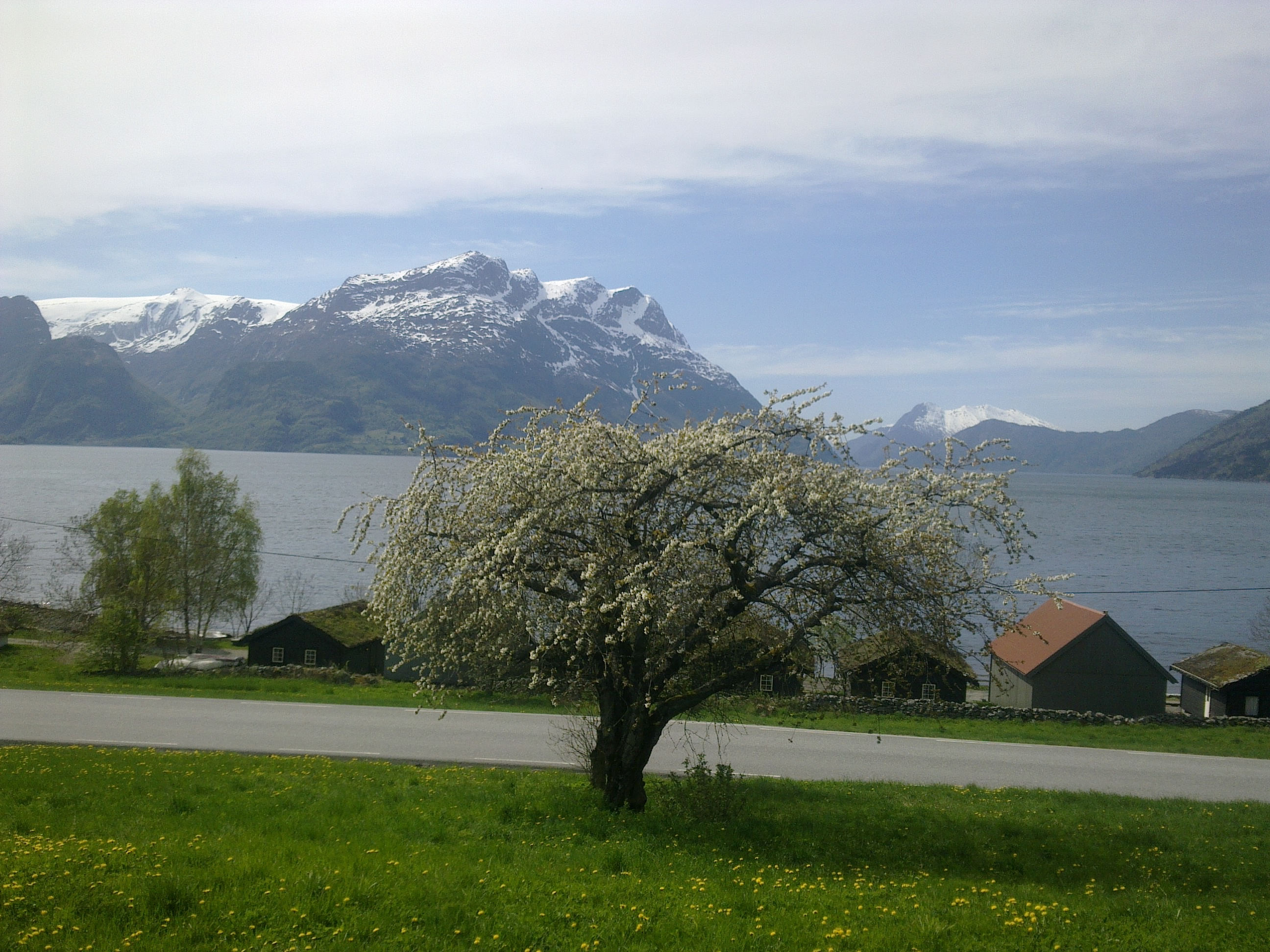
Kemping w Lote